# Garra panitvongi
Garra panitvongi — вид риб родини коропових (Cyprinidae). Описаний у 2023 році.

## Назва
Вид названо на честь таїландського іхтіолога Нонна Панітвонга за його внесок у вивчення риб Таїланду, зокрема завдяки його книзі «Фотографічний путівник по прісноводним рибам Таїланду» (2020).

## Поширення
Вид поширений на південному сході М'янми та заході Таїланду. Мешкає у річці Атаран у басейні річки Салуїн.

## Опис
Його легко відрізнити від близьких видів за червоно-помаранчевим кольором тіла та хвостового плавця, а також загостреним хоботком із синьою смугою з кожного боку від переднього краю орбіти ока до кінчика хоботка і зі смугами плавця, що утворюють V-подібну форму.